# Воронівці (Хмельницький район)

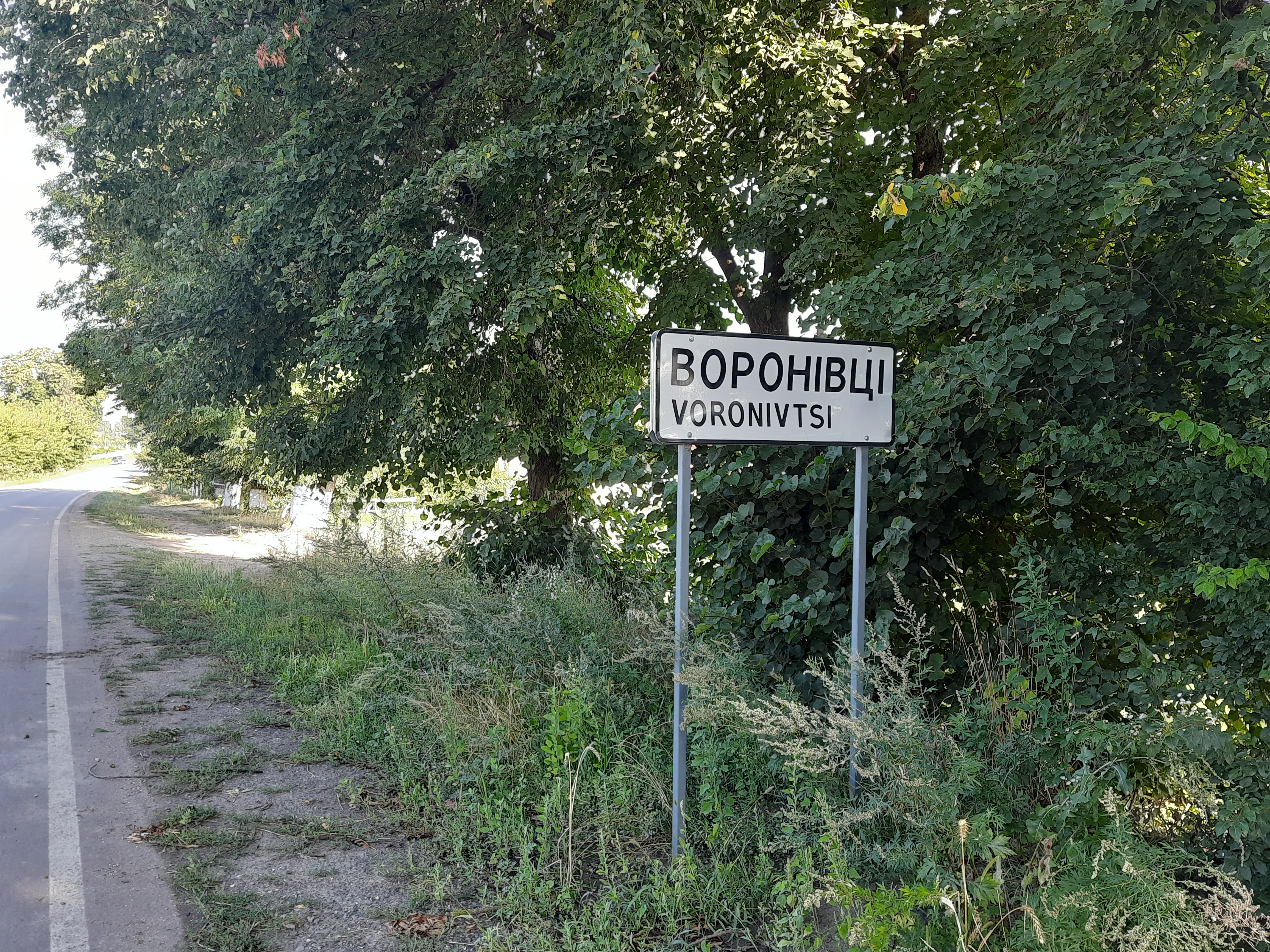
Дорожній знак при в'їзді в село

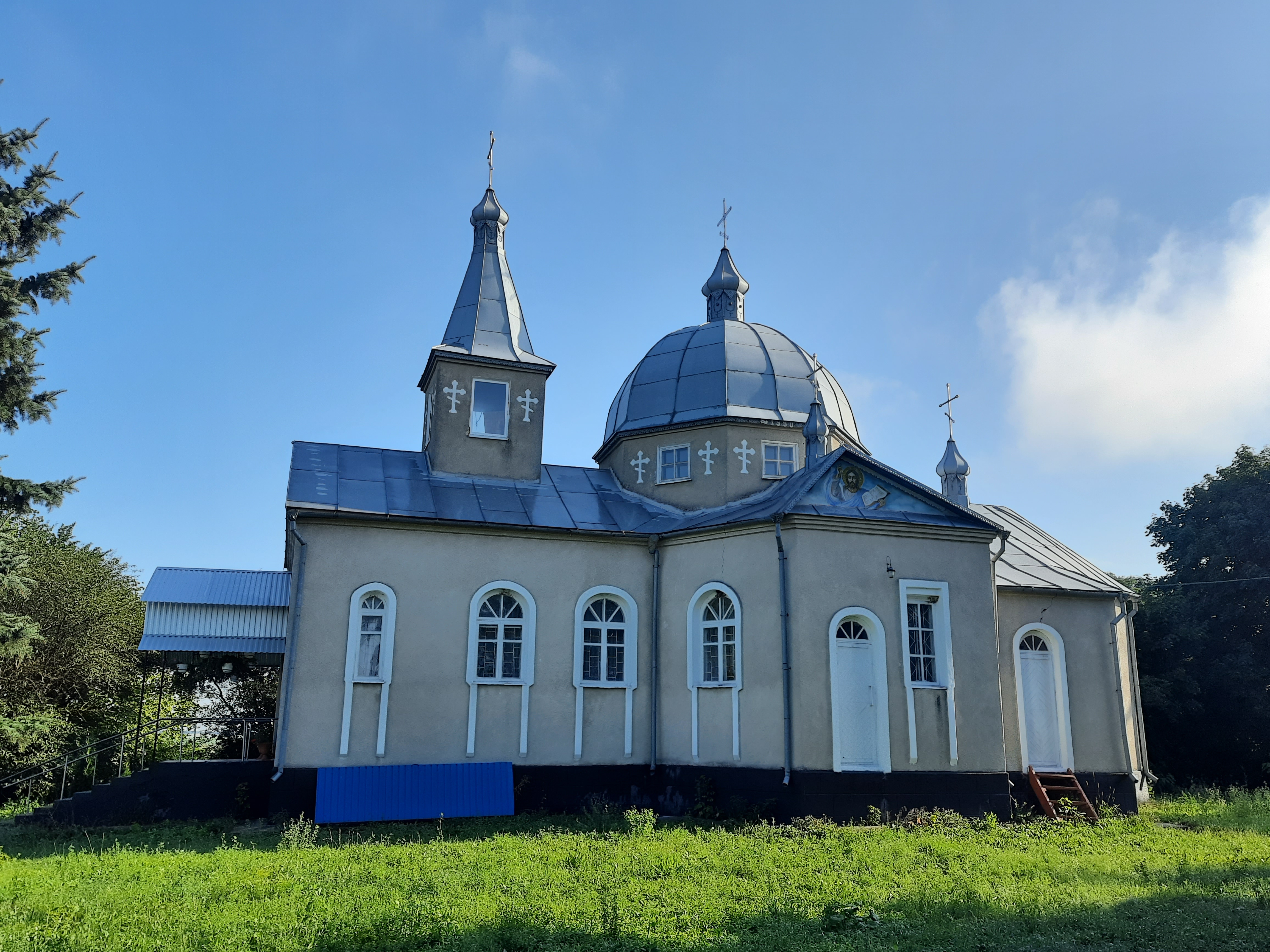
Свято - Воздвиженська церква

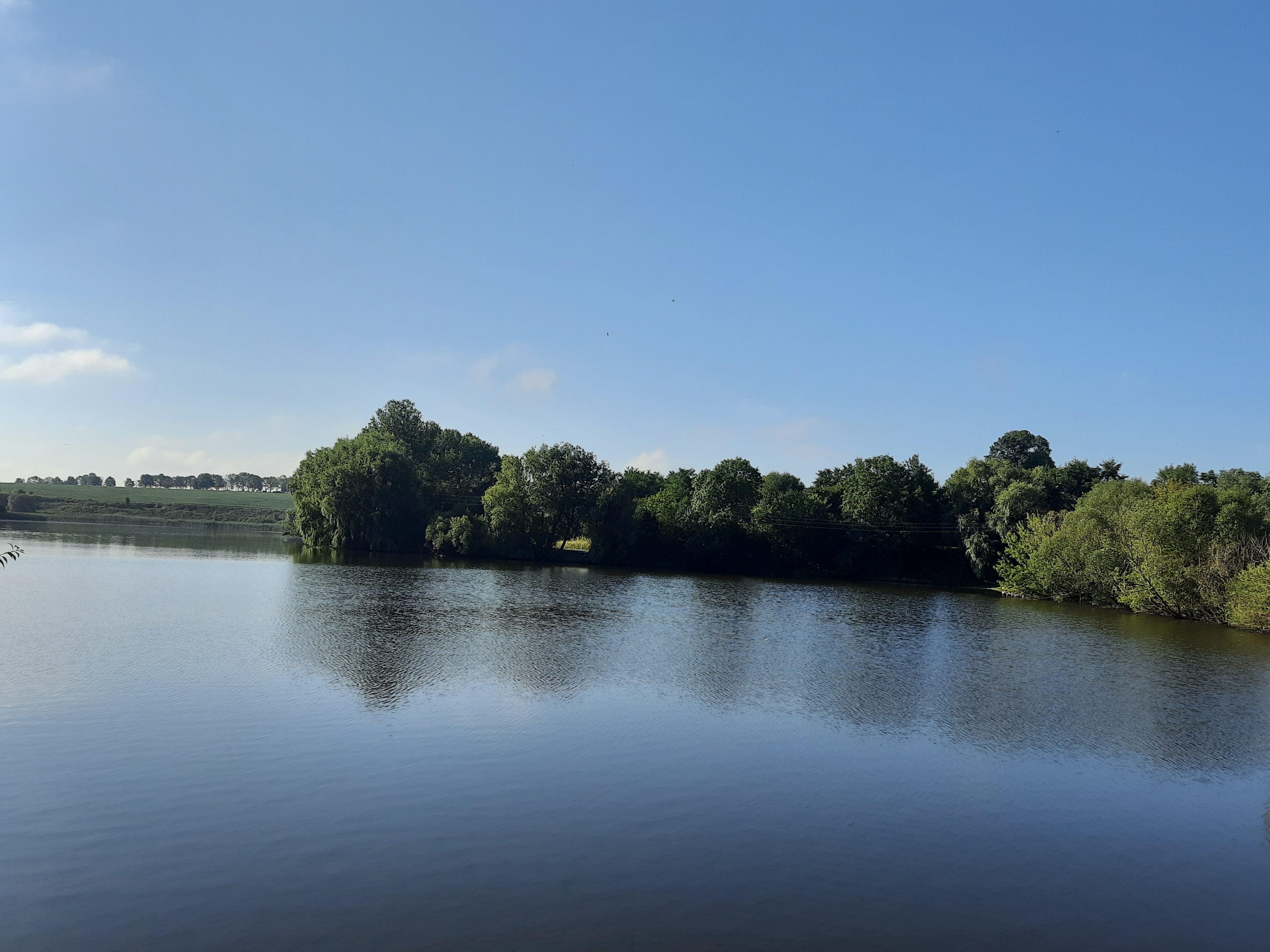
Став біля села

Воро́нівці — село в Україні,  у Теофіпольській селищній громаді Хмельницького району Хмельницької області. Розташоване на північному заході району, за 58 км від райцентру. До 2020 - центр Воронівецької сільської ради (утворена в 1991 році). До складу сільради також входило село Немиринці.
Засноване 1420 року.
У селі 360 мешканців (2024). Сільський голова — Воляник Леонід Михайлович.

## Географія
Село розташоване на лівому кам'янистому березі річки Жердь. Біля села розташований ландшафтний заказник місцевого значення Жердянські каньйони.

## Археологія
На околиці Вороновець знайдено знаряддя праці і зброю доби міді.

## Історія

### Річ Посполита
Село вперше згадується 1420 р. у дарчому акті великого князя литовського Вітовта під назвою Воронова Гора. 1545 р. село належало до Крем'янецькому замку, у ньому проживало вільних 20 чоловік. 1553 р. польська королева Бона надала білозірському війту Яну Хотимовському став біля села Воронівці на Старій греблі. 1557 р. польський король Сигізмунд II Август підтвердив цей дарчий акт. Тоді село відносилося до Кременецького повіту і розміщалося на Болоховській землі. 1561 р. у Воронівцях налічувалося 42 господарі, більше ніж у всіх сусідніх селах. У податковому реєстрі зазначається, що 1570 р. Петро Остафійович платив податок з частини Вороновець за 1,5 дима, 5 садів по 4 гроші, а 1583 р. власник частини села кременецький земський підсудок Сава Яблоновський платив за два дими, князь Подгорський — за дими, 8 садів, одного водяного млина. Григорій Подгорський в 1578 р. купив став у Воронівцях, а 1579 р. частину во-ронівецького маєтку подарував своїй дружині. 1582 р. у Воронівцях князь Андрій Курбський убив пана П. В. Вороновецького. У документах за 1583 р. вказується, що село належало князю Владиславу Збаразькому. 1593 р. село Воронівці спалили і спустошили татари. 1601 р. село — у володінні воєводи волинського Януша Острозького.
За рішенням Люблінського трибуналу в 1597 р. у володіння воронівецьким маєтком вступив пан Сава Яловицький. 1611 р. цей та інші маєтки розділено між панами Яловицькими, які орендували Воронівці у князів Збаразьких. 1622 р. у селі діяла броварня і солодовня, збудовані орендарем К. Крикавським.

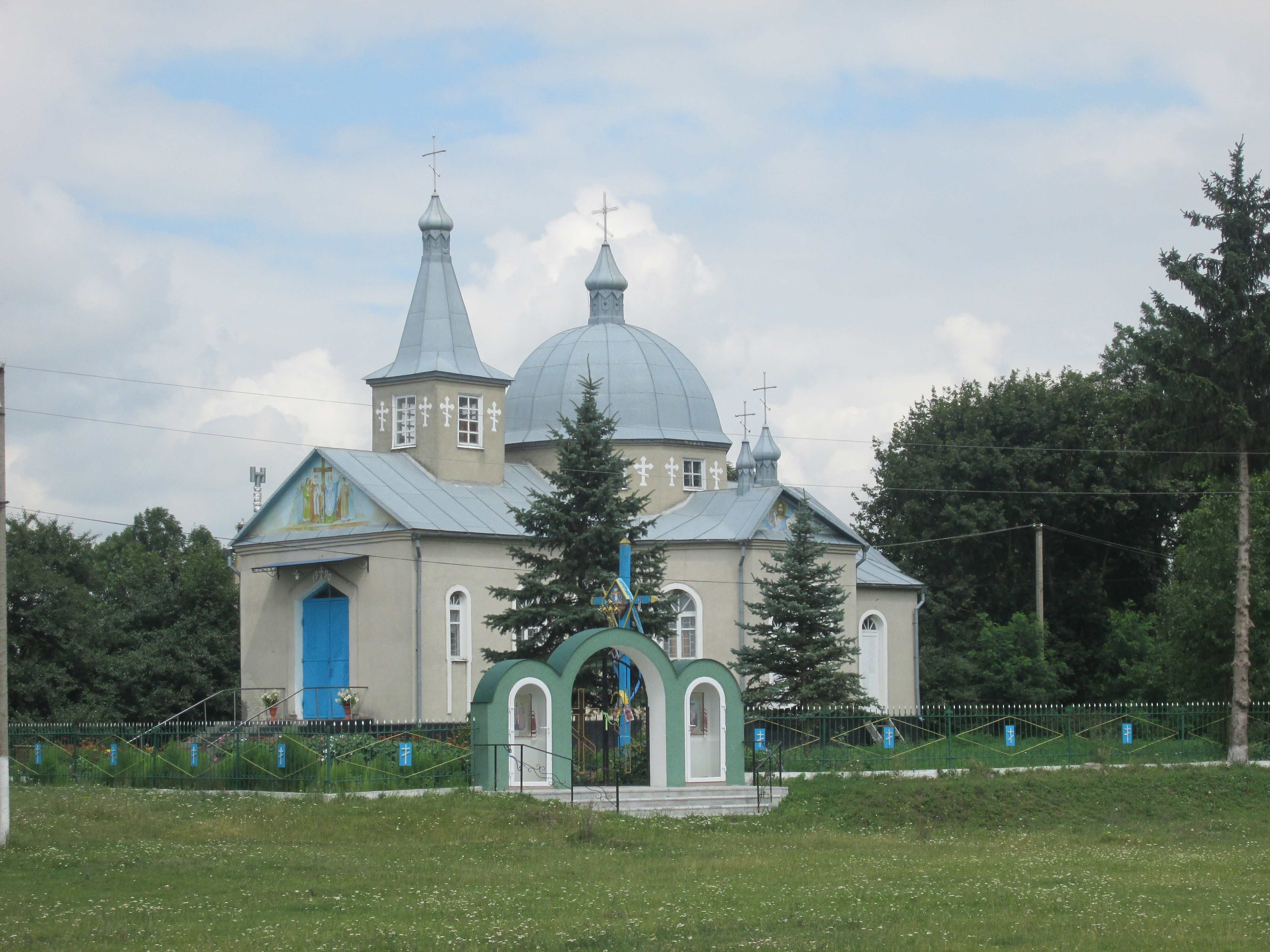
Свято-Воздвиженська церква

Назва села, очевидно, походить від слова «ворона». Ці птахи в давнину гніздилися на горі поблизу річки Жердь. Можливо, звідси перша назва Воронова Гора. Пан П. В. Вороновецький, який проживав у Воронівцях до 1582 р., мабуть, прізвище одержав від назви села.
Власник села князь Святополк Четвертинський 1783 р. збудував у Воронівцях кам'яну церкву. Парафія мала у володінні 81,6 десятини землі.

### Російська імперія
1850 р. Воронівці були державним маєтком. У цей час в селі налічувалося 47 дворів і 321 чоловік державних селян. Вони мали 508 десятин землі. Тут була винокурня, чотири каменоломні, два водяних млини, корчма.
За люстраційним актом від 8 січня 1874 р. державні селяни Вороновець одержали у викуп 567 десятин землі, за яку щорічно платили до скарбниці 706 карбованців.
З 1875 р. у Воронівцях почала працювати церковно-парафіяльна школа, а в 1903 р. відкрилося однокласне сільське училище. У 1909 р. в ньому навчалося 76 учнів, працював один учитель. Для утримання училища держава відпускала в рік 350 карбованців, а 536 карбованців платили селяни.

### Національно-визвольні змагання
Життя Воронівецьких селян погіршилось під час Першої світової війни. Село знаходилося у прифронтовій зоні, у ньому перебували війська, велися бої. Багато чоловіків пішло на фронт, а залишене ними господарство занепадало.
7 (20) листопада 1917 року, відповідно до.Третього Універсалу Української Центральної Ради, увійшло до складу Української Народної Республіки.
Після Жовтневого перевороту з допомогою солдатів 64-го Казанського полку воронівецькі селяни в листопаді 1917 р. конфіскували землю і майно в поміщика Тулубйова.
Наприкінці лютого 1918 р. Воронівці звільнили українські та австро-німецькі війська. Вони відновили тут старі порядки, землю повернули поміщику. У листопаді 1918 р. австро-німецькі війська відступили. Але в жовтні 1919 р. село захопили польські солдати. Остаточно у 1921 році тут встановилась влада більшовиків.

### СРСР
У Воронівцях 1921 р. відкрилась 4-річна трудова школа. Їй виділено 10 десятин землі і 4 десятини саду, що належали поміщику Тулубйову. На початку 1925 р. в школі навчалося 89 учнів. Вже в наступному навчальному році школу відвідувало 94 учні, працювало 2 учителі. 1928 р. на утримання школи було відпущено 2269 карбованців.
10 вересня 1927 р. у Воронівцях створили машинно-тракторне товариство. Воно об'єднувало 16 селянських сімей, мало 59 десятин землі. Товариство допомагало селянам обробляти землю, збирати врожай. Почалася колективізація, і машинно-тракторне товариство перетворили у колгосп. Так, 1930 р. було створено колгосп імені Петровського. Чимало селян виступило проти колективізації. До них були вжиті адміністративні заходи, багатьох вислали із села. Пізніше дванадцять осіб репресували.
1939 р. у Воронівцях проживало 999 чоловік. Тут відкрили поліклініку, пологовий будинок. 1940 р. в них працював один лікар і два середніх медичних працівники.
Було ліквідовано неписьменність. З 1936 р. у Воронівцях почала працювати неповна середня школа. В 1938/39 навчальному році її відвідувало 276 учнів, працювало 11 учителів. Для школи збудували нове приміщення. В селі діяли дитячі ясла на 26 місць. Концерти, вистави і вечори відпочинку проводились в новому сільському клубі. Сільських читачів обслуговувала бібліотека.

#### Друга світова війна
Мирне життя воронівецьких селян раптово перервала війна. 4 липня 1941 р. село опинилось під німецькою окупацією. Нацисти вбили двох євреїв, що проживали в селі, насильно вивезли до Німеччини 130 мешканців на примусові роботи. У партизанський загін імені Железняка вступило 18 жителів Воронівець. Вони не раз вели жорстокі бої з нацистами, вісім селян загинуло. Партизани розстріляли нациста, який грабував населення. За це окупанти спалили в селі п'ять будинків.
4 березня 1944 р. радянські війська визволили Воронівці від нацистських загарбників. Відразу ж після визволення села багато його жителів пішло у Червону армію. 85 з них загинули в жорстоких боях.

#### Після війни
Нацисти залишили село спустошеним, колгосп повністю знищеним. Господарству окупанти завдали шкоди на 4316,9 тисячі карбованців, 59,5 тисячі карбованців зазнала збитків неповна середня школа.
Воронівецькі робітники взялися за відбудову колгоспу. Основна тяглова сила — корови, їх впрягали у плуги, щоб зорати поле, у сівалки, щоб засіяти. Важка праця давала скромні результати. У 1945 р. колгосп зібрав 7 центнерів зернових, 80,5 центнера цукрових буряків, 40,6 центнера картоплі і 50 центнерів овочів з гектара. Це був кращий врожай, ніж в інших господарствах. Уже в 1945 р. організовано 4 ферми, збудовано тваринницькі приміщення. На 1 січня 1946 р. у господарстві налічувалося 63 голови великої рогатої худоби, 34 свині, 20 овець, 67 коней і 102 голови птиці.
Після війни у Воронівцях відкрито фельдшерсько-акушерський пункт. З 1944 р. почала працювати неповна середня школа, після ремонту відновили роботу клуб і бібліотека, селянська спілка «Маяк».

### Незалежна Україна
12 червня 2020 року, відповідно до розпорядження Кабінету Міністрів України № 727-р «Про визначення адміністративних центрів та затвердження територій територіальних громад Хмельницької області», увійшло до складу Теофіпольської селищної громади.

19 липня 2020 року, в результаті адміністративно-територіальної реформи та ліквідації Теофіпольського району, село увійшло до складу Хмельницького району.

Пам'ятник на честь загиблих односельчан, с. Воронівці.